# Guillaume de Montfort
Guillaume de Montfort (* in Dinan, Frankreich; † 27. September 1432 in Siena) war Bischof von Saint-Malo und Kardinal der Römischen Kirche. Sein Name wird auch als Guillaume Ragenel de Montfort angegeben.

## Leben
Guillaume stammte aus dem alten Adelsgeschlecht Montfort-Laval. Er war das zweite von drei Kindern aus der Ehe von Baron Raoul VI. von Montfort und Gaël († 28. März 1394) und Isabeau de Lohéac († 1400).
Guillaume de Montfort wurde am 13. Oktober 1423 zum Bischof von Saint-Malo ernannt. Am 7. Juli 1424 wurde er für den Bischofssitz von Saint-Brieuc vorgeschlagen, am 5. Mai 1430 für den Sitz von Dol, er lehnte jedoch in beiden Fällen ab.
Am 8. November 1430 erhob ihn Papst Martin V. zum Kardinal in pectore, was im Konsistorium vom 11. März 1432 von Eugen IV. veröffentlicht wurde, worauf de Montfort am 13. Juni desselben Jahres den roten Hut erhielt und zum Kardinalpriester von Sant’Anastasia al Palatino ernannt wurde. Papst Martin V. beauftragte ihn am 23. April 1431 mit der Auflösung des Verlöbnisses zwischen dem Herzog von Anjou, Ludwig, und Isabella von Bretagne.
Der Kardinal verstarb auf der Rückreise nach Frankreich in Siena und wurde in der dortigen Franziskanerkirche bestattet.